# اینگری
اینگری (به فرانسوی: Aingeray) یک کامین در فرانسه است که در Canton of Toul-Nord واقع شده‌است.

## خصوصیات
اینگری ۱۲٫۷۹ کیلومترمربع مساحت و ۵۵۹ نفر جمعیت دارد و ۱۹۸ متر بالاتر از سطح دریا واقع شده‌است.